# Сирийский арабский военно-морской флот
Сирийский арабский военно-морской флот (САВМФ) (араб. البحرية العربية السورية‎) — вид вооружённых сил Сирийской Арабской Республики. В задачи флота входила оборона 104-мильной морской границы Сирии.

## История
САВМФ был создан при поддержке Франции в 1950 году.
В ходе Войны Судного дня 6—7 октября 1973 года Сирийский арабский военно-морской флот вступил в морской бой с израильскими кораблями в районе Латакии. В результате боя все 5 участвовавших в нём сирийских корабля были потоплены, израильтяне потерь не понесли.
29 августа 1989 года сирийский ракетный катер потопил мальтийский танкер «Саншилд», попытавшийся зайти в запрещённую зону.

## Организационная структура
Сирийский арабский военно-морской флот состоит из военно-морского флота, сил береговой обороны и морской авиации.
Основные базы САВМФ: ВМБ Банияс, ВМБ Латакия, ВМБ Тартус, ВМБ Аль-Минат и ВМБ Эль-Байда

## Боевой состав
На начало 2007 года численность личного состава Сирийского арабского военно-морского флота составляла 7600 человек + 2600 человек находилось в резерве САВМФ. На 2019 год численность персонала насчитывает 4000 человек.
Подводных лодок на 2019 год в составе САВМФ не имелось. Три подводные лодки проекта 633, ранее имевшиеся на вооружении САВМФ, выведены из боевого состава.
10 декабря 2024 года большинство боевых кораблей Сирийского арабского военно-морского флота были уничтожены в результате ударов ВВС и ВМС Израиля.
| Тип                      | Бортовой номер           | Название                          | В составе флота          | Примечания |
| Боевые надводные корабли | Боевые надводные корабли | Боевые надводные корабли          | Боевые надводные корабли | Боевые надводные корабли |
| ------------------------ | ------------------------ | --------------------------------- | ------------------------ | --- |
| проект 159АЭ             | 1-508 ранее 12           | «Аль Ассари»                      | 02.1976                  | Потоплен как мишень 15.04.2018 |
| проект 159АЭ             | 2-508 ранее 14           | «Аль Хираса» до 13.03.1969 СКР-95 | 1969                     | В строю |
| проект 205Э              | 21                       |                                   | 04.01.1973               | В строю, зав. № 678 |
| проект 205Э              | 23                       |                                   | 07.10.1973               | В строю, зав. № 676 |
| проект 205Э              | 24                       |                                   | 27.10.1973               | В строю, зав. № 677 |
| проект 205ЭР             | 31                       |                                   | 09.1978                  | Вооружены ракетами П-15 «Термит» (SS-N-2C Styx) |
| проект 205ЭР             | 32                       |                                   | 10.1978                  | Вооружены ракетами П-15 «Термит» (SS-N-2C Styx) |
| проект 205ЭР             | 33                       |                                   | 10.1979                  | Вооружены ракетами П-15 «Термит» (SS-N-2C Styx) |
| проект 205ЭР             | 34                       |                                   | 10.1979                  | Вооружены ракетами П-15 «Термит» (SS-N-2C Styx) |
| проект 205ЭР             | 35                       |                                   | 11.1979                  | Вооружены ракетами П-15 «Термит» (SS-N-2C Styx) |
| проект 205У              | 36                       |                                   | 11.1979                  | Вооружены ракетами П-15 «Термит» (SS-N-2C Styx) |
| проект 205У              | 37                       |                                   | 08.1982                  | Вооружены ракетами П-15 «Термит» (SS-N-2C Styx) |
| проект 205У              | 38                       |                                   | 09.1982                  | Вооружены ракетами П-15 «Термит» (SS-N-2C Styx) |
| проект 205У              | 39                       |                                   | 05.1984                  | Вооружены ракетами П-15 «Термит» (SS-N-2C Styx) |
| проект 205У              | 40                       |                                   | 05.1984                  | Вооружены ракетами П-15 «Термит» (SS-N-2C Styx) |
| Tir II (IPS 18)          |                          |                                   |                          | Всего 6 катеров данного проекта. Все вооружены противокорабельными ракетами C-802 (CH-SS-N-8 Saccade)                                                     |
| Патрульные катера        |                          |                                   |                          | |
| проект 1400МЭ            |                          |                                   |                          | Всего 8 катеров данного проекта. Используются для патрулирования прибрежной зоны, и сторожевой службы. Часть катеров с не подтверждённой боеспособностью. |
| Тральщики                |                          |                                   |                          | |
| проект 1265              |                          |                                   |                          | В строю 1 тральщик данного проекта |
| проект 1258              |                          |                                   |                          | В строю 5 тральщиков данного проекта |
| Десантные корабли        |                          |                                   |                          | |
| проект 771               |                          |                                   |                          | В строю 3 корабля данного проекта |
| Вспомогательные корабли  |                          |                                   |                          | |
| гидрографическое судно   |                          |                                   |                          | Переоборудовано из тральщика проекта 266М |
| учебный корабль          |                          | «Аль-Ассад» Al Assad              |                          | |
| транспорт снабжения      |                          |                                   |                          | |
| буксир                   |                          |                                   |                          | |

## Боевой состав морской авиации
Морская авиация САВМФ состоит из 23 вертолётов: 15 вертолётов Ми-14ПЛ, 4 Ми-14ПС и 4 Ка-27.

## Береговая оборона
С 1984 года силы береговой обороны переданы в подчинение САВМФ. Состоят из 12 батарей ПКР П-5 и П-15 Термит, по иной информации — 12 самоходных ПУ комплекса «Редут» с ракетой П-35 (по 1 ПКР в каждой батарее/на самоходной пусковой установке), 2 дивизионов береговой артиллерии (36 130-мм орудий, 12 100-мм орудий) и батальона наблюдения, 2 пехотных бригад, 2 дивизионов комплекса «Бастион» с ПКР «Яхонт» (2010).